# Nina Carolina
Nina Carolina (Yakarta, 12 de marzo de 1987 - 15 de agosto de 2025), conocida comúnmente como Mpok Alpa,  fue una comediante y presentadora indonesia. Se dio a conocer inicialmente por su video donde pedía ser invitada a Alfamart en Betawi, el cual se hizo viral en redes sociales.

## Biografía
Era conocida como cantante de dangdut. Llevaba interpretando canciones de dangdut en el escenario desde sexto grado. 
Cantaba regularmente en celebraciones los sábados y domingos. También ha compartido escenario con la cantante de dangdut Elvy Sukaesih . Nina también admitió tener fans llamados Carolina Fans Club (CFC), donde cantaba dangdut de escenario en escenario, profesión que ejerció antes de finalmente darse a conocer como comediante.    

## Muerte
El 15 de agosto de 2025, falleció en el Hospital Dharmais, tras tres años de padecer cáncer de mama, algo que mantuvo en secreto.  Fue enterrada en Ciganjur, en el sur de Yakarta.

## Discografía

### Sencillos
- Ke Emol (2018)
- Mati Rasa (2020)